# Marcello Siboni
Pour les articles homonymes, voir Siboni.
Marcello Siboni (né le 16 juin 1965 à Cesena, en Émilie-Romagne) est un coureur cycliste italien.

## Biographie
Marcello Siboni devient professionnel en 1987 et le reste jusqu'en 2002. Il ne remporte aucune victoire au cours de sa carrière. 

## Palmarès
- 1986
  - Gran Premio Capodarco
- 1987
  - 3e de la Cronostaffetta
- 1989
  - 7e du Tour de Lombardie
- 1999
  - 3e du Tour d'Émilie

## Résultats sur les grands tours

### Tour de France
5 participations
- 1990 : 75e
- 1995 : 84e
- 1996 : 65e
- 1997 : 41e
- 2000 : 46e

### Tour d'Italie
7 participations
- 1988 : 39e
- 1992 : 52e
- 1993 : abandon
- 1995 : 57e
- 1997 : 26e
- 1998 : 43e
- 2001 : 84e